# MT-NewsWatcher
MT-NewsWatcher ist ein englischsprachiger Usenet-Newsreader für Mac OS X und Mac OS. Der Newsreader basiert ursprünglich auf dem Programm NewsWatcher von John Norstad, welches von Simon Fraser seit Mitte der 1990er Jahre intensiv weiterentwickelt und verbessert wurde und gehört mittlerweile zu den Veteranen unter den Newsreadern für den Mac.
MT-NewsWatcher arbeitet ausschließlich im Online-Betrieb. Neben seiner Funktion als Newsreader kann er zusätzlich auch zum Empfang und Versenden von E-Mails eingesetzt werden. Zu seinen Besonderheiten zählen flexible Sortier- und Filtermöglichkeiten, die Reguläre Ausdrücke unterstützen und so die Navigation durch  Threads und Postings erleichtern. Neben textorientierten Gruppen ist der Newsreader auch für binäre Gruppen (binaries) geeignet, da er in der Lage ist, die oft in viele Einzelartikel zerteilten und mit Verfahren wie yEnc kodierten Binärdateien zu laden und automatisch zusammenzufügen. Bilder, Filme und Audio-Dateien können direkt im Programmfenster angezeigt und abgespielt werden. Weiterhin verfügt MT-NewsWatcher über eine Spracherkennung und war der erste Newsreader, den man über Spracheingabe steuern kann. Es gibt die Möglichkeit, den Newsreader gleichzeitig auf mehreren Rechnern zu benutzen, indem man eine newsrc-Datei gemeinsam nutzt, die synchronisiert wird. Das Programm kann XFaces anzeigen und ist AppleScript-fähig.